# NGC 2559
NGC 2559 је спирална галаксија у сазвежђу Крма која се налази на NGC листи објеката дубоког неба.
Деклинација објекта је - 27° 27' 25" а ректасцензија 8h 17m 6,1s. Привидна величина (магнитуда) објекта NGC 2559 износи 10,9 а фотографска магнитуда 11,7. Налази се на удаљености од 18,250 милиона парсека од Сунца. NGC 2559 је још познат и под ознакама ESO 494-41, MCG -4-20-3, UGCA 136, IRAS 08150-2718, CGMW 2-3078, VV 475, AM 0815-271, PGC 23222.